# József Balassa (Philologe)

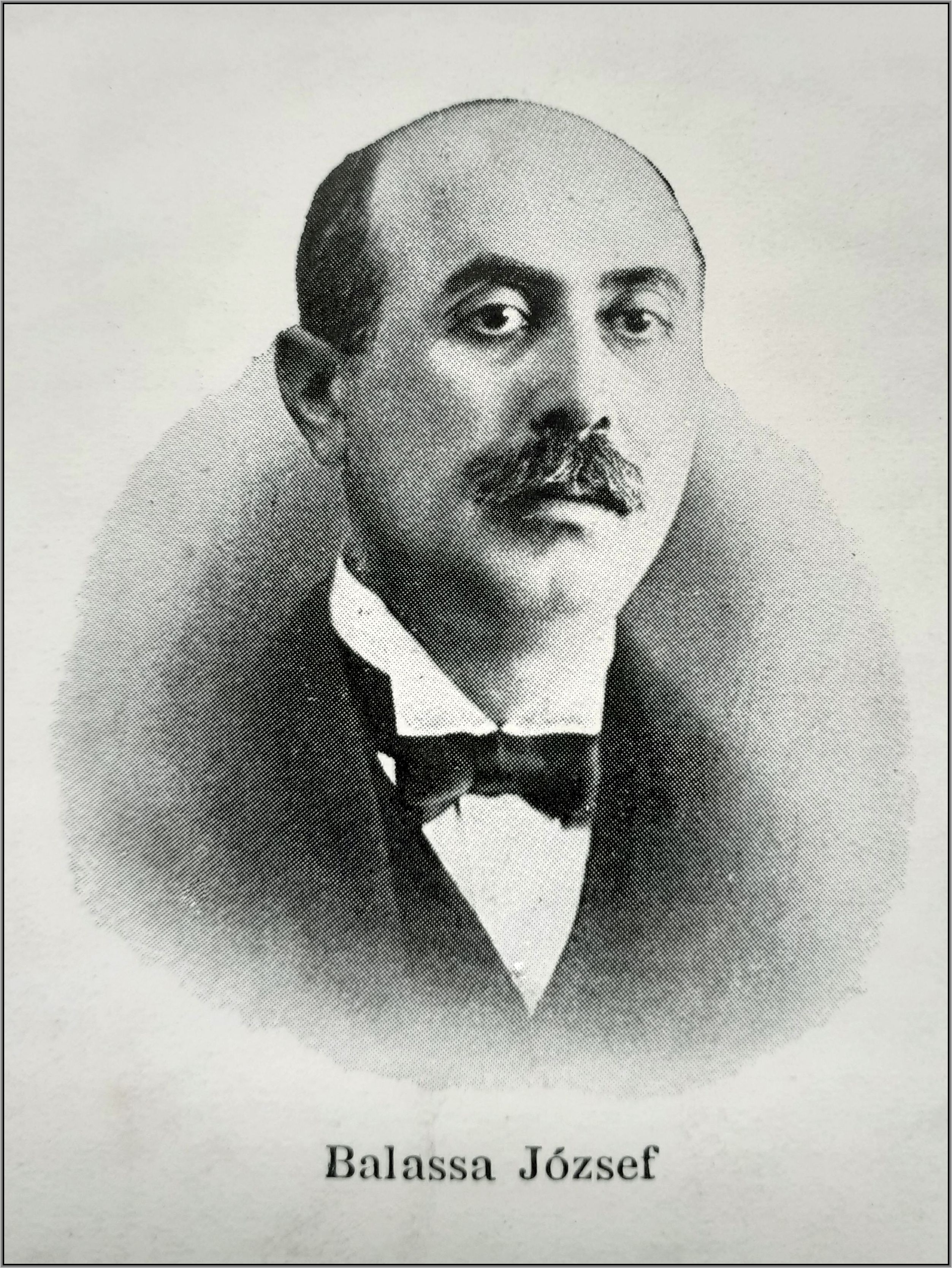
József Balassa (1913)

József Balassa [ˈjoːʒɛf ˈbɒlɒʃːɒ] (* 11. Februar 1864 in Baja, Königreich Ungarn; † 26. Februar 1945 in Budapest) war ein ungarischer Philologe.
Balassa studierte in Budapest Philosophie und verfasste danach wichtige Veröffentlichungen zur ungarischen Sprache.

## Werke
- A phonetika elemei. Budapest 1886.
- A magyar nyelvjárások osztályozása és jellemzése. Budapest 1891.
- Ungarische Phonetik und Formenlehre. Budapest 1895.
- Deutsch-Ungarisches Wörterbuch. Budapest 1899.
- Die ungarische Sprache. Budapest 1899.